# Straight Records
Straight Records — звукозаписывающая компания, созданная весной 1969 года Фрэнком Заппой и его менеджером Хербом Коэном после того, как выяснилось, что MGM Records не выполняют условия контракта.
Первоначально компания называлась Bizarre Productions, затем произошло разделение: предполагалось, что наиболее авангардные исполнители будут записываться на Bizarre Records, относительно более мейнстримовские — на Straight (отсюда и смысловое разделение: «странные» против «нормальных»). Однако из-за затянувшихся споров с менеджерами исполнителей идея не сработала: дело кончилось тем, что сам Заппа, The Mothers of Invention, Wild Man Fischer и Ленни Брюс оказались на Bizarre, а остальные перешли на Straight. Бо́льшую часть имён для этих двух лейблов открывал сам Заппа; Тим Бакли и Judy Henske & Jerry Yester попали сюда через Коэна.
Продукция Straight Records приобрела культовую известность: здесь вышли крайне необычные для своего времени пластинки — в частности, альбомы Капитана Бифхарта, Alice Cooper, The GTOs и The Persuasions.
Начиная с 1972 года некоторые релизы Straight начали перевыпускаться Reprise Records и Warner Bros. Records. Первый тираж Love It to Death, альбома Alice Cooper, вышел на Straight, после чего пластинка выходила уже на Warner Bros.
Вскоре Заппа и Коэн заменили эти два лейбла третьим, DiscReet Records, продукция которого также распространялась Warner Bros. Но в 1976 году сотрудничество Заппы и Коэна завершилась ссорой и судебными тяжбами. В конечном итоге Заппа сохранил права лишь на свои работы, остальные перешли к Коэну.
В 1988—1989 годах записи Капитана Бифхарта, Alice Cooper, Тима Бакли, The GTOs, The Persuasions и Лорда Бакли начали перевыпускаться на CD и кассете лейблом Enigma Retro, но процесс затормозился после того, как возобновился конфликт, связанный с авторскими правами.

## Дискография Straight Records

### Альбомы
- STS 1051 — Alice Cooper — Pretties for You (1969)
- STS 1052 — Judy Henske and Jerry Yester — Farewell Aldebaran (1969)
- 2-STS 1053 — Captain Beefheart And His Magic Band — Trout Mask Replica (1969)
- STS 1054 — Lord Buckley — A Most Immaculately Hip Aristocrat (1969)
- STS 1056 — Jeff Simmons And Randy Steirling — Naked Angels (1969)
- STS 1057 — Jeff Simmons — Lucille Has Messed My Mind Up(1969)
- STS 1058 — Tim Dawe — Penrod (1969)
- STS 1059 — The GTOs — Permanent Damage (1969)
- STS 1060 — Tim Buckley — Blue Afternoon (1969)
- STS 1061 — Alice Cooper — Easy Action (1969)
- STS 1062 — Persuasions — Acappella (1970)
- STS 1063 — Captain Beefheart And His Magic Band — Lick My Decals Off, Baby (1970)
- STS 1064 — Tim Buckley — Starsailor (1971)
- STS 1065 — Alice Cooper — Love It to Death (1971)

### Синглы
- ST 101 Alice Cooper — Reflected/Living ST 102 Judy Henske And Jerry Yester — Horses On A Stick/Snowblind
- ST 103 Mayf Nutter — Are My Thoughts With You? / Baby, You Can Fly
- ST 104 GTO’s — Circular Circulation/Mercy’s Tune
- ST 105 Mayf Nutter — Everybody’s Talkin'/Long Distance
- ST 106 The Whistlers — Spend My Money/Gradbury
- ST 107 Mayf Nutter (with Hugh Garrett Singers) — Hey There Johnny/My Kind Of Music